# The Tiger
the Tiger（ザ・タイガー）は日本のロックバンド。2014年結成。

## メンバー
Lin（りん 1997年5月4日 - ）ボーカル・ギター
愛知県名古屋市出身。
森 泰河（もり たいが 1997年7月9日 - ）ギター
愛知県名古屋市出身。
秋山 祐輔（あきやま ゆうすけ 1997年10月22日 -）ベース
山梨県南アルプス市出身。
原 篤司（はら あつし 1996年4月4日 -）ドラム
愛知県名古屋市出身。

## 来歴
2014年、当時高校生だったメンバーのLin、森泰河、原篤司が学校の軽音同好会で出会い結成。軽音部の顧問に届け出の書類を出さなければならない時にバンド名をthe Tigerと決めた。
2016年YAMAHA主催のオーディション「ミュージック・レボリューション」でグランプリ受賞。地元名古屋でライブ活動を重ねながら3枚のミニアルバムを自主制作でリリース。
2019年に上京し、新たにベーシストを探しながら共同生活を始めた葛飾区の一軒家でのリハーサルに明け暮れる。
その後コロナ禍が始まり路上ライブ、配信ライブでの活動が続いたが、2021年に秋山祐輔が加入して現在の4人にラインナップされ、東京のみならず各地方でのライブ活動が本格的にスタート。
4枚目のミニアルバム（自主盤）を経て、2023年に満を持してフルアルバムのレコーディングに入り、11月の先行配信第一弾「金町」を皮切りに本格的にリリース開始。2024年3月にデビュー・アルバム『Get Ready』を発表。

## ディスコグラフィー

### シングル
1. 働き者の歌（2024年4月20日）
2. 美しい花（2025年4月23日）

### アルバム
1. Get Ready（2024年3月13日）
2. Black jungle（2025年4月23日）

## 出演

### テレビ出演、配信
- しおこうじ玉井詩織×坂崎幸之助のお台場フォーク村NEXT(2024年4月25日、2024年5月28日、フジテレビNEXT)[5]

### ラジオ出演
- 2ndアルバム “Black Jungle”発売記念生放送特番、『the Tigerのザ・ラジオショー』、（中央エフエム・RADIO CITY、2025年6月5日、22:00〜24:00）the Tiger初の冠番組